# Austin Stevens
 Der er for få eller ingen kildehenvisninger i denne artikel, hvilket er et problem. Du kan hjælpe ved at angive troværdige kilder til de påstande, som fremføres i artiklen.

Austin Stevens (født d. 19. maj 1950) er en sydafrikansk fotograf og herpetolog der blev kendt i en række afsnit i en serie om slanger der blev vist på Animal Planet fra 2004. 

## Biografi
Austin Stevens blev født i Johannesburg i Sydafrika, og blev interesseret i slanger og krybdyr allerede som 12 årig. I sine teenageår havde han en af Sydafrikas største samlinger af krybdyr. Stevens arbejdede i den sydafrikanske hær i krigen mod Angola, hvor hans opgave var at flytte farlige slanger, der kunne udgøre en trussel mod soldaterne. Her blev han bidt af en giftig slange, og måtte have hjælp omgående. Han lå i koma i 5 dage, og takket være læger har han i dag stadig sin hånd, selvom dele af hans fingre mangler. Efter krigen blev Austin uddannet herpetolog i Transvaal Slange Park. Da Austin forlod slangeparken blev han interesseret i film og tv. Han skabte en del opmærksomhed da han slog en rekord, ved at opholde sig i en tank med 32 giftige slanger i hele 107 dage. Han blev bidt undervejs, men nægtede at forlade tanken for at få hjælp, så han fik hjælp inde i tanken. I 2004 lavede han sammen med Animal Planet, Austin Stevens: Most Dangerous. Serien blev hurtigt kendt for sine fantastiske billeder, og film-agtige handlinger. Den blev dog også kritiseret for at være "planlagt", og Austin Stevens blev beskyldt for at behandle dyrene i naturen dårligt. 

## Privat
Stevens bor i dag i Swakopmund i Namibia. Han træner til daglig martial arts for at holde sine reflekser klar, når han er ude for at have med slanger at gøre.

## Ekstern henvisning
- Officiel hjemmeside